# Posłonek alpejski skalny
Posłonek alpejski skalny (Helianthemum alpestre subsp. rupifragum) – podgatunek rośliny wieloletniej należący do rodziny czystkowatych. Przez niektórych autorów uważany był za oddzielny gatunek – posłonek skalny. Występuje w Europie Środkowej, Wschodniej i Południowej oraz w Azji południowo-zachodniej. W Polsce występuje wyłącznie w Pieninach w szczytowych partiach Trzech Koron i na zboczach Wąwozu Szopczańskiego.

## Morfologia
PokrójKrzewinka o gałązkach długości 10–20 cm.
LiścieBez przylistków, owłosione; liście dolne z ogonkiem, lancetowate, skupione w różyczkę. Górne liście łodygowe siedzące.
KwiatyZebrane w kwiatostan po 3-10. Działki biało owłosione, 4–8 mm długości. Płatki żółte, 5–9 mm długości.
OwocTorebka z niełupkami.

## Biologia i ekologia
Krzewinka, chamefit. Kwitnie od czerwca do sierpnia. Liczba chromosomów 2n=22. Występuje w górskich murawach naskalnych. Podgatunek charakterystyczny dla zespołu Dendranthemo-Seslerietum.

## Zagrożenia i ochrona
Podgatunek umieszczony w Polskiej Czerwonej Księdze Roślin w kategorii VU (narażony). Umieszczony także w Czerwonej Księdze Karpat Polskich w tej samej kategorii. Na Czerwonej liście roślin i grzybów Polski (2006) posiada kategorię R (rzadki - potencjalnie zagrożony). W wydaniu z 2016 roku otrzymał kategorię VU (narażony).